# Victoria Kjær Theilvig
Maria Victoria Kjær Theilvig (Copenaghen, 13 novembre 2003) è una modella danese, 3ª classificata al concorso di Miss Danimarca 2021, classificata nella top 20 di  Miss Grand International 2022 e vincitrice del concorso Miss Universo 2024.

## Biografia
Theilvig è nata a Copenaghen. Ha frequentato il Lyngby Handelsgymnasium, dove ha studiato economia e marketing. In seguito, Theilvig è diventata una ballerina professionista e si è impegnata per la consapevolezza della salute mentale, i diritti degli animali e l'imprenditorialità nel settore della bellezza.

## Concorso di bellezza
Theilvig ha iniziato la sua carriera nei concorsi di bellezza nel 2021, quando è diventata una concorrente di Miss Danimarca 2021, classificandosi al 3ª posto. L'anno successivo è stata eletta Miss Grand Danimarca e ha rappresentato la Danimarca a Miss Grand International 2022 in Indonesia, dove si è classificata tra le Top 20.
Theilvig ha rappresentato la Danimarca al concorso Miss Universo 2024 e ha gareggiato contro altre 125 concorrenti all'Arena CDMX di Città del Messico, Messico, dove ha vinto il titolo succedendo a Sheynnis Palacios del Nicaragua. È diventata la prima Miss Universo vincitrice proveniente dalla Danimarca.